# Cursa Gent–Wevelgem 2021
Cursa Gent–Wevelgem 2021 a fost ediția a 83-a a cursei clasice de ciclism Gent–Wevelgem, cursă de o zi. S-a desfășurat pe data de 28 martie 2021 și face parte din calendarul UCI World Tour 2021.

## Echipe participante
Întrucât Gent–Wevelgem este un eveniment din cadrul Circuitului mondial UCI 2021, toate cele 19 echipe UCI au fost invitate automat și obligate să aibă o echipă în cursă. Șase echipe profesioniste continentale au primit wildcard.
În seara de dinaintea cursei, echipa Trek-Segafredo s-a retras din cauza a două teste pozitive pentru COVID-19. În plus, Bora-Hansgrohe a fost, de asemenea, oprită să participe la cursă din cauza recomandărilor COVID-19 din Belgia.

### Echipe UCI World
| - AG2R Citroën Team - Astana-Premier Tech - Bora–Hansgrohe - Cofidis - Deceuninck–Quick-Step - EF Education-Nippo - Groupama–FDJ - Ineos Grenadiers - Intermarché-Wanty-Gobert Matériaux - Israel Start-Up Nation | - Lotto Soudal - Movistar Team - Team Bahrain Victorious - Team BikeExchange - Team DSM - Team Jumbo–Visma - Team Qhubeka Assos - Trek-Segafredo - UAE Team Emirates |  |

### Echipe continentale profesioniste UCI
| - Alpecin-Fenix - Arkéa-Samsic - B&B Hotels p/b KTM | - Bingoal-WB - Sport Vlaanderen-Baloise - Total Direct Énergie |  |

## Rezultate
| Loc | Concurent            | Echipă                  | Timp       |
| --- | -------------------- | ----------------------- | ---------- |
| 1   | Wout Van Aert        | Team Jumbo–Visma        | 5h 45' 11" |
| 2   | Giacomo Nizzolo      | Team Qhubeka Assos      | +0"        |
| 3   | Matteo Trentin       | UAE Team Emirates       | +0"        |
| 4   | Sonny Colbrelli      | Team Bahrain Victorious | +0"        |
| 5   | Michael Matthews     | Team BikeExchange       | +0"        |
| 6   | Stefan Küng          | Groupama–FDJ            | +0"        |
| 7   | Nathan Van Hooydonck | Team Jumbo–Visma        | +3"        |
| 8   | Dylan van Baarle     | Ineos Grenadiers        | +52"       |
| 9   | Anthony Turgis       | Total Direct Énergie    | +54"       |
| 10  | Gianni Vermeersch    | Alpecin-Fenix           | +1' 25"    |

## Legături externe
- Site web oficial